# Manso de Amalfi
Manso I (italiano Mansone) (fallecido en 1004 fue un noble lombardo, duque de Amalfi desde 966 y príncipe de Salerno entre 981 y 983. Era hijo del duques Sergio I de Amalfi y el gobernador más poderoso de Amalfi durante casi medio siglo. A veces aparece como Manso III.

## Biografía
Cuando su padre Sergio, miembro de la familia de Musco Comiti subió al trono amalfitano en 958, asoció a Manso de forma inmediata con él. En 966 Manso sucedió a su padre y le fue concedido incluso el título bizantino de Patricio. En 977 asoció al trono a su hijo Juan I de Salerno.
En 973, Manso conspiró con Landulfo de Conza y Marino II de Nápoles para destronar a Gisulfo I de Salerno, pero la ayuda de Pandulfo Cabeza de Hierro permitió a Gisulfo recuperar su trono al año siguiente. En 981, Manso aprovechó la juventud de Pandulfo, hijo de Cabeza de Hierro e invadió nuevamente Salerno, expulsándole de su cargo. El emperador Otón II, que se hallaba en Italia combatiendo a bizantinos y musulmanes reconoció a Manso como gobernante de Salerno a cambio de apoyo. Manso asoció a su hijo Juan en el gobierno, pero fueron expulsados por el pueblo de Salerno en 983 y sustituidos por el conde Juan II de Salerno.
Exiliado de Salerno, Manso trató de regresar a Amalfi, pero su hermano Adelfer se había hecho con el poder y, aunque Manso recuperó el trono en 986, Adelfer y sus otros hermanos, Ademario y Leo continuaron disputándole el poder hasta, al menos 998. No obstante, Manso conservó el poder hasta su muerte.

## Legado
Manso de Amalfi fue el impulsor de la catedral de San Andrés, y consiguió del papa Juan XV el nombramiento de Amalfi como sede arzobispal en 987. A su muerte, fue sucedido por su hijo
Según el relato del árabe Ibn Hawqal, Amalfi era:
...la más próspera ciudad lombarda, la más noble, la más ilustre por sus condiciones, la más rica y opulenta. El territorio de Amalfi linda con el de Nápoles; hermosa ciudad, pero menos importante.